# Kandydaci w prawyborach prezydenckich Partii Demokratycznej w 2020 roku
Ten artykuł zawiera listę kandydatów w prawyborach Partii Demokratycznej, poprzedzających wybory prezydenckie w Stanach Zjednoczonych w 2020 roku. Ponad 300 osób zarejestrowało się w Federalnej Komisji Wyborów jako kandydaci na prezydenta Stanów Zjednoczonych z ramienia Partii Demokratycznej.

## Kandydaci zarejestrowani w większości stanów

### Aktywni do końca prawyborów
| Kandydat  | Data i miejsce urodzenia                     | Data rozpoczęcia kampanii | Doświadczenie                                                                                  | Stan macierzysty | Logo kampanii | Stany i terytoria, w których znajdował się na liście kandydatów |
| --------- | -------------------------------------------- | ------------------------- | ---------------------------------------------------------------------------------------------- | ---------------- | ------------- | --- |
| Joe Biden | 20 listopada 1942(dts) Scranton, Pensylwania | 25 kwietnia 2019(dts)     | Wiceprezydent Stanów Zjednoczonych (2009–2017) Senator II klasy z Delaware (1973–2009) Prawnik | Delaware         |               | 57 AK, AL, AR, AS, AZ, CA, CO, CT, DA, DC, DE, FL, GA, GU, HI, IA, ID, IL, IN, KS, KY, LA, MA, MD, ME, MI, MN, MO, MP, MS, MT, NC, ND, NE, NH, NJ, NM, NV, NY, OH, OK, OR, PA, PR, RI, SC, SD, TN, TX, UT, VA, VI, VT, WA, WI, WV, WY |

### Wycofani po wszystkich wyborach stanowych
| Kandydat       | Data i miejsce urodzenia                           | Data rozpoczęcia kampanii | Data zakończenia kampanii | Doświadczenie | Stan macierzysty | Logo kampanii | Stany i terytoria, w których znajdował się na liście kandydatów |
| -------------- | -------------------------------------------------- | ------------------------- | ------------------------- | --- | ---------------- | ------------- | --- |
| Bernie Sanders | 8 września 1941(dts) Brooklyn, Nowy Jork           | 19 lutego 2019(dts)       | 8 kwietnia 2020           | Senator II klasy z Vermont (od 2007) Członek Izby Reprezentantów z Vermont (1991–2007) Burmistrz Burlington (1981–1989) | Vermont          |               | 57 AK, AL, AR, AS, AZ, CA, CO, CT, DA, DC, DE, FL, GA, GU, HI, IA, ID, IL, IN, KS, KY, LA, MA, MD, ME, MI, MN, MO, MP, MS, MT, NC, ND, NE, NH, NJ, NM, NV, NY, OH, OK, OR, PA, PR, RI, SC, SD, TN, TX, UT, VA, VI, VT, WA, WI, WV, WY |
| Tulsi Gabbard  | 12 kwietnia 1981(dts) Leloaloa, Samoa Amerykańskie | 2 lutego 2019(dts)        | 19 marca 2020(dts)        | Członek Izby Reprezentantów z 2. okręgu Hawajów (od 2013) Major w Gwardii Narodowej Hawajów (służba: od 2003)           | Hawaje           |               | 47 AL, AR, AS, AZ, CA, CO, CT, DA, DC, FL, GA, HI, IA, ID, IL, IN, KY, LA, MA, MD, ME, MI, MN, MO, MS, NC, ND, NE, NH, NM, NV, NY, OH, OK, OR, PA, PR, RI, SC, TN, TX, UT, VA, VT, WA, WI, WV                                         |

### Wycofani w trakcie prawyborów
| Kandydat          | Data i miejsce urodzenia                     | Data rozpoczęcia kampanii | Data zakończenia kampanii | Doświadczenie | Stan macierzysty | Logo kampanii | Stany i terytoria, w których znajdował się na liście kandydatów |
| ----------------- | -------------------------------------------- | ------------------------- | ------------------------- | --- | ---------------- | ------------- | --- |
| Elizabeth Warren  | 22 czerwca 1949(dts) Oklahoma City, Oklahoma | 9 lutego 2019(dts)        | 5 marca 2020(dts)         | Senator I klasy z Massachusetts (od 2013) Doradczyni specjalna Consumer Financial Protection Bureau (2010–2011) Prawnik i pracownik naukowy | Massachusetts    |               | 47 AL, AR, AS, AZ, CA, CO, DA, DC, DE, FL, GA, HI, IA, ID, IL, IN, KY, LA, MA, MD, ME, MI, MN, MO, MS, MT, NC, ND, NE, NH, NM, NV, NY, OH, OK, OR, PR, RI, SC, TN, TX, UT, VA, VT, WA, WI, WV |
| Michael Bloomberg | 14 lutego 1942(dts) Boston, Massachusetts    | 24 listopada 2019(dts)    | 4 marca 2020(dts)         | Burmistrz Nowego Jorku (2002–2013) Biznesmen, współzałożyciel agencji prasowej Bloomberg                                                    | Nowy Jork        |               | 35 AL, AR, AS, CA, CO, DA, FL, GA, HI, IA, ID, IL, IN, LA, MA, MD, ME, MI, MN, MO, MS, NC, ND, NY, OH, OK, PR, TN, TX, UT, VA, VT, WA, WI, WV                                                 |
| Amy Klobuchar     | 25 maja 1960(dts) Plymouth, Minnesota        | 10 lutego 2019(dts)       | 2 marca 2020(dts)         | Senator II klasy z Minnesoty (od 2007) Prawnik                                                                                              | Minnesota        |               | 37 AL, AR, AS, CA, DA, FL, GA, HI, IA, ID, IN, KY, LA, MA, MD, ME, MI, MN, MO, MS, NC, ND, NH, NV, NY, OH, OK, PR, SC, TN, TX, UT, VA, VT, WA, WI, WV                                         |
| Pete Buttigieg    | 19 stycznia 1982(dts) South Bend, Indiana    | 14 kwietnia 2019(dts)     | 1 marca 2020(dts)         | Burmistrz South Bend, Indiana (od 2012) Porucznik United States Navy (służba: 2009–2017) Konsultant ds. zarządzania strategicznego          | Indiana          |               | 39 AL, AR, AS, AZ, CA, DA, FL, GA, HI, IA, ID, IL, IN, KY, LA, MA, MD, ME, MI, MN, MO, MS, NC, ND, NH, NV, NY, OH, OK, PR, SC, TN, TX, UT, VA, VT, WA, WI, WV                                 |
| Tom Steyer        | 27 czerwca 1957(dts) Manhattan, Nowy Jork    | 9 lipca 2019(dts)         | 29 lutego 2020(dts)       | Biznesmen i aktywista polityczny Założyciel Farallon Capital                                                                                | Kalifornia       |               | 39 AL, AR, AS, CA, CO, DA, FL, GA, HI, IA, ID, IL, IN, KY, LA, MA, MD, ME, MI, MN, MO, MS, NC, ND, NH, NV, NY, OH, OK, PR, SC, TN, TX, UT, VA, VT, WA, WI, WV                                 |
| Deval Patrick     | 31 lipca 1956(dts) Chicago, Illinois         | 14 listopada 2019(dts)    | 12 lutego 2020(dts)       | Gubernator Massachusetts (2007–2015) Prawnik, działacz na rzecz praw człowieka                                                              | Massachusetts    |               | 36 AS, AZ, CA, CO, DA, FL, GA, HI, IA, ID, IL, KY, LA, MA, MD, ME, MN, MO, MS, NC, ND, NH, NM, NV, NY, OH, OK, SC, TN, TX, UT, VA, VT, WA, WI, WV                                             |
| Michael Bennet    | 28 listopada 1964(dts) Nowe Delhi, Indie     | 2 maja 2019(dts)          | 11 lutego 2020(dts)       | Senator II klasy z Kolorado (od 2009) Kurator szkół publicznych i prawnik                                                                   | Kolorado         |               | 29 AL, AR, CA, FL, GA, IA, ID, IL, KY, LA, MA, MD, MI, MN, MO, NC, ND, NH, NV, NY, OH, OK, SC, TN, TX, VA, WA, WI, WV                                                                         |
| Andrew Yang       | 13 stycznia 1975(dts) Schenectady, Nowy Jork | 2 lutego 2018(dts)        | 11 lutego 2020(dts)       | Przedsiębiorca Założyciel firmy korepetytorskiej Manhattan Prep i organizacji non-profit Venture for America                                | Nowy Jork        |               | 40 AL, AR, AS, AZ, CA, CO, DA, FL, GA, HI, IA, ID, IL, IN, KY, LA, MA, MD, ME, MI, MN, MO, MS, NC, ND, NH, NM, NV, NY, OK, RI, SC, TN, TX, UT, VA, VT, WA, WI, WV                             |

## Kandydaci, którzy wycofali się przed Iowa caucus, ale pozostali na listach kandydatów i brali udział w debatach
Poniżej znajduje się lista kandydatów którzy byli zarejestrowani w przynajmniej dwóch stanach i wzięli udział przynajmniej w jednej oficjalnej debacie wyborczej prawyborczej.
| Kandydat            | Data urodzenia                                      | Data rozpoczęcia kampanii | Data zakończenia kampanii | Doświadczenie | Stan macierzysty | Logo kampanii | Stany i terytoria, w których znajdował się na liście kandydatów                            |
| ------------------- | --------------------------------------------------- | ------------------------- | ------------------------- | --- | ---------------- | ------------- | ------------------------------------------------------------------------------------------ |
| John Delaney        | 16 kwietnia 1963(dts) Wood-Ridge, New Jersey        | 28 lipca 2017(dts)        | 31 stycznia 2020(dts)     | Członek Izby Reprezentantów z 6. okręgu Marylandu (2013–2019) Przedsiębiorca i prawnik Współzałożyciel American Home Therapies, HealthCare Financial Partners i CapitalSource | Maryland         |               | 22 AL, AR, CA, FL, GA, IA, ID, IL, LA, MA, MI, MN, MO, NC, ND, NH, NV, SC, TN, TX, WA, WI  |
| Cory Booker         | 27 kwietnia 1969(dts) Waszyngton, Dystrykt Kolumbii | 1 lutego 2019(dts)        | 13 stycznia 2020(dts)     | Senator II klasy z New Jersey (od 2013) Burmistrz Newark, New Jersey (2006–2013) Prawnik                                                                                      | New Jersey       |               | 22 AL, AR, CA, CO, FL, ID, IL, MA, MD, ME, MI, MN, MO, NC, NH, OK, SC, TN, TX, UT, VA, WA  |
| Joe Sestak          | 12 grudnia 1951(dts) Secane, Pensylwania            | 23 czerwca 2019(dts)      | 1 grudnia 2019(dts)       | Członek Izby Reprezentantów z 7. okręgu Pensylwanii (2007–2011) Wiceadmirał United States Navy (służba: 1974–2005)                                                            | Pensylwania      |               | 5 AR, CA, FL, MI, NH                                                                       |
| Steve Bullock       | 11 kwietnia 1966(dts) Missoula, Montana             | 14 maja 2019(dts)         | 2 grudnia 2019(dts)       | Gubernator Montany (od 2013) Prokurator generalny Montany (2006–2013) Prawnik                                                                                                 | Montana          |               | 2 AR, NH                                                                                   |
| Kamala Harris       | 20 października 1964(dts) Oakland, Kalifornia       | 21 stycznia 2019(dts)     | 3 grudnia 2019(dts)       | Senator III klasy z Kalifornii (od 2017) Prokurator generalny Kalifornii (2011–2017) Prawnik                                                                                  | Kalifornia       |               | 2 AR, NH                                                                                   |
| Julián Castro       | 16 września 1974(dts) San Antonio, Teksas           | 12 stycznia 2019(dts)     | 2 stycznia 2020(dts)      | Sekretarz urbanizacji Stanów Zjednoczonych (2014–2017) Burmistrz San Antonio, Teksas (2009–2014) Prawnik                                                                      | Teksas           |               | 19 AL, AR, AZ, CA, FL, ID, MA, MD, MI, MN, MO, NC, NH, OK, TN, TX, UT, VA, VT              |
| Marianne Williamson | 8 lipca 1952(dts) Houston, Teksas                   | 28 stycznia 2019(dts)     | 10 stycznia 2020(dts)     | Nauczycielka duchowa i autorka książek Założycielka organizacji charytatywnej Project Angel Food                                                                              | Kalifornia       |               | 21 AL, AR, AZ, CA, CO, FL, ID, MA, MD, ME, MI, MN, MO, NC, NH, OK, TN, TX, UT, VA, VT      |
| Cory Booker         | 27 kwietnia 1969(dts) Waszyngton, Dystrykt Kolumbii | 1 lutego 2019(dts)        | 13 stycznia 2020(dts)     | Senator II klasy z New Jersey (od 2013) Burmistrz Newark, New Jersey (2006–2013) Prawnik                                                                                      | New Jersey       |               | 22 NH, SC, AL, AR, CA, NC, CO, ME, MA, MN, OK, TX, TN, UT, VA, ID, MI, MO, WA, AZ, FL, IL, |
| John Delaney        | 16 kwietnia 1963(dts) Wood-Ridge, New Jersey        | 28 lipca 2017(dts)        | 31 stycznia 2020(dts)     | Członek Izby Reprezentantów z 6. okręgu Marylandu (2013–2019) Przedsiębiorca i prawnik Współzałożyciel American Home Therapies, HealthCare Financial Partners i CapitalSource | Maryland         |               | 22 AL, AR, CA, FL, GA, IA, ID, IL, LA, MA, MI, MN, MO, NC, ND, NH, NV, SC, TN, TX, WA, WI  |

## Inni kandydaci zarejestrowani w przynajmniej dwóch stanach
Poniżej znajduje się lista kandydatów zarejestrowanych w przynajmniej dwóch stanach.
- Mosie Boyd: (3) AR, CA, NH
- Steve Burke: (4) ID, LA, MO, NH
- Rocky De La Fuente III (8): AZ, CA, CO, ID, MO, NH, TX, UT
- Mark Stewart Greenstein (3): CA, NH, VT
- Henry Hewes (3): AZ, MO, NH
- Michael A. Ellinger (3): AZ, CA, NH
- Rita Krichevsky (2): CO, NH
- Robby Wells (5): CO, LA, MO, NH, TX

## Kandydaci zarejestrowani tylko w jednym stanie
Poniżej znajduje się lista kandydatów zarejestrowanych w tylko w jednym stanie, którzy nie zakwalifikowali się do żadnej debaty wyborczej.
- Nathan Bloxham: UT
- Jason Evritte Dunlap: NH
- Ben Gleib: NH
- Bill Haas: MO
- Tom Koos: NH
- Lorenz Kraus: NH
- Raymond Michael Moroz: NH
- David Lee Rice: WV
- Sam Sloan: NH
- Leonard J. Steinman II: MO
- Velma Steinman: MO
- David John Thistle: NH
- Thomas James Torgesen: NH

## Kandydaci, którzy wycofali się i nie zarejestrowali swojej kandydatury w żadnym stanie

### Kandydaci, którzy wycofali się po pierwszej debacie

#### Kandydaci, którzy wzięli udział w przynajmniej jednej debacie
| Kandydat           | Data urodzenia                           | Data rozpoczęcia kampanii | Data zakończenia kampanii | Doświadczenie | Stan macierzysty | Logo kampanii |
| ------------------ | ---------------------------------------- | ------------------------- | ------------------------- | --- | ---------------- | ------------- |
| Eric Swalwell      | 16 listopada 1980(dts) Sac City, Iowa    | 8 kwietnia 2019(dts)      | 8 lipca 2019(dts)         | Członek Izby Reprezentantów z 15. okręgu Kalifornii (od 2013) Prawnik                                                     | Kalifornia       |               |
| John Hickenlooper  | 7 lutego 1952(dts) Narberth, Pensylwania | 7 marca 2019(dts)         | 15 sierpnia 2019(dts)     | Gubernator Kolorado (2011–2019) Burmistrz Denver (2003–2011) Geolog                                                       | Nowy Jork        |               |
| Jay Inslee         | 9 lutego 1951(dts) Seattle, Waszyngton   | 1 marca 2019(dts)         | 21 sierpnia 2019(dts)     | Gubernator Waszyngtonu (od 2013) Członek Izby Reprezentantów z 1. okręgu Waszyngtonu (1999–2012) Prawnik                  | Kolorado         |               |
| Kirsten Gillibrand | 9 grudnia 1966(dts) Albany, Nowy Jork    | 17 marca 2019(dts)        | 28 sierpnia 2019(dts)     | Senator I klasy z Nowego Jorku (od 2009) Członek Izby Reprezentantów z 20. okręgu Nowego Jorku (2007–2009) Prawnik        | Nowy Jork        |               |
| Bill de Blasio     | 8 maja 1961(dts) Manhattan, Nowy Jork    | 16 maja 2019(dts)         | 20 września 2019(dts)     | Burmistrz Nowego Jorku (od 2009) Prawnik                                                                                  | Nowy Jork        |               |
| Tim Ryan           | 16 lipca 1973(dts) Niles, Ohio           | 4 kwietnia 2019(dts)      | 24 października 2019(dts) | Członek Izby Reprezentantów z 13. okręgu Ohio (od 2013) Członek Izby Reprezentantów z 17. okręgu Ohio (2003–2013) Prawnik | Ohio             |               |
| Beto O’Rourke      | 26 września 1972(dts) El Paso, Teksas    | 14 marca 2019(dts)        | 1 listopada 2019(dts)     | Członek Izby Reprezentantów z 16. okręgu Teksasu (2013–2019) Muzyk i przedsiębiorca                                       | Teksas           |               |

#### Kandydaci, którzy nie zakwalifikowali się do żadnej debaty
| Kandydat     | Data urodzenia                          | Data rozpoczęcia kampanii | Data zakończenia kampanii | Doświadczenie | Stan macierzysty | Logo kampanii |
| ------------ | --------------------------------------- | ------------------------- | ------------------------- | --- | ---------------- | ------------- |
| Seth Moulton | 9 lutego 1951(dts) Salem, Massachusetts | 22 kwietnia 2019(dts)     | 23 sierpnia 2019(dts)     | Członek Izby Reprezentantów z 1. okręgu Massachusetts (od 2015) Kapitan United States Marine Corps (2001–2008) Zarządca Texas Central Railway | Massachusetts    |               |
| Wayne Messam | 7 czerwca 1974(dts) South Bay, Floryda  | 28 marca 2019(dts)        | 20 listopada 2019(dts)    | Burmistrz Miramaru (od 2015) Przedsiębiorca                                                                                                   | Floryda          |               |

### Kandydaci, którzy wycofali się przed pierwszą debatą
| Kandydat      | Data urodzenia                               | Data rozpoczęcia kampanii | Data zakończenia kampanii | Doświadczenie | Stan macierzysty   | Logo kampanii |
| ------------- | -------------------------------------------- | ------------------------- | ------------------------- | --- | ------------------ | ------------- |
| Richard Ojeda | 25 września 1970(dts) Rochester, Minnesota   | 12 listopada 2018(dts)    | 25 stycznia 2019(dts)     | Członek Senatu Wirginii Zachodniej z 7. okręgu (2016–2019) Major w United States Army (służba: 1988–2013)                                                                     | Wirginia Zachodnia |               |
| Mike Gravel   | 13 maja 1930(dts) Springfield, Massachusetts | 8 kwietnia 2019(dts)      | 5 sierpnia 2019(dts)      | 2. senator II klasy z Alaski (1969–1981) 3. spiker Izby Reprezentantów Alaski (1965–1967) Członek Izby Reprezentantów z 8. okręgu (1963–1967) biznesmen i deweloper budowlany | Kalifornia         |               |